# Radacridium nordestinum
Radacridium nordestinum is een rechtvleugelig insect uit de familie Romaleidae. De wetenschappelijke naam van deze soort is voor het eerst geldig gepubliceerd in 1984 door Carbonell. Zoals de naam aangeeft, komt deze soort voor in Noordoost-Brazilië.